# 페와호

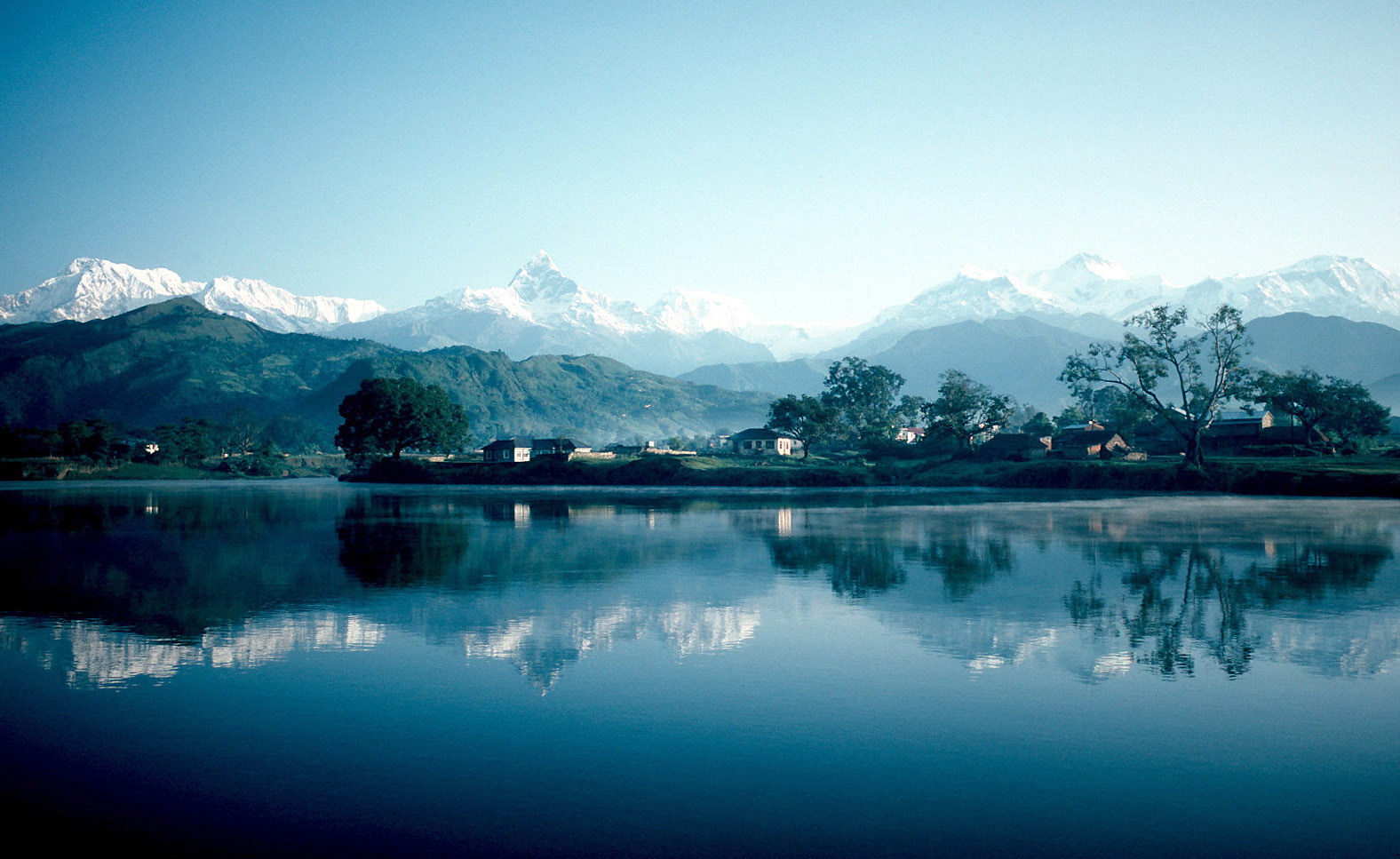
페와호

페와호(Phewa Tal)는 네팔 포카라 남쪽에 위치한 호수로 면적은 약 4.4km2에 이르고 있어 네팔에서도 두 번째로 큰 호수이다. 해발 800m 지역에 위치하고 있는데, 안나푸르나 등 히말라야의 설산에서 녹아내린 물이 녹아 형성된 것이다. 
호수 동쪽 기슭은 레이크 사이드(Lakeside) 또는 바이담(Baidam)이라고 불리는데, 호텔, 식당, 상점 등의 편의시설이 몰려 있어 관광객들이 몰리는 곳이다.
페와호 중앙에는 작은 섬이 하나 있는데, 그 섬에는 힌두교 사원인 바라히 사원이 있다.

페와호
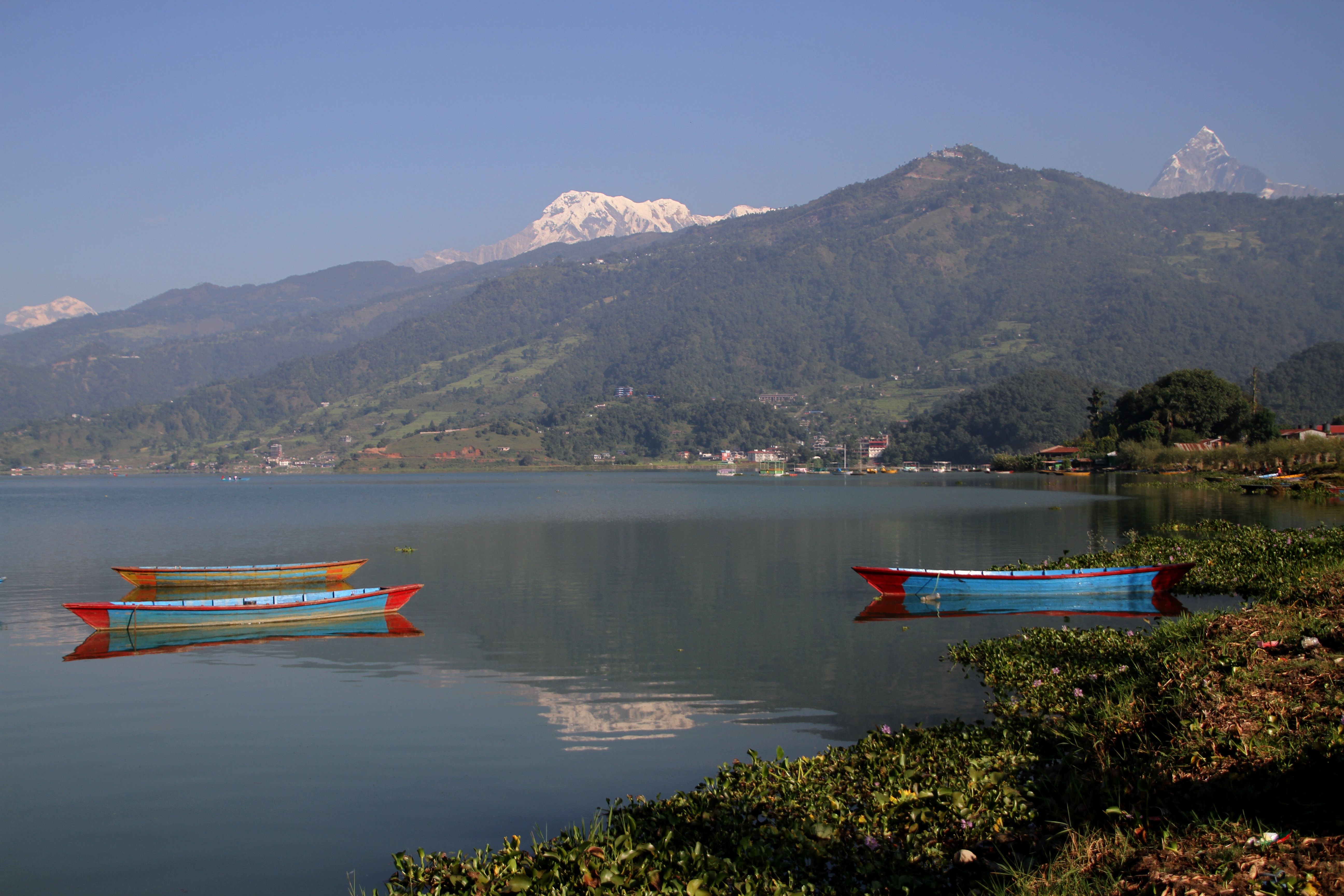
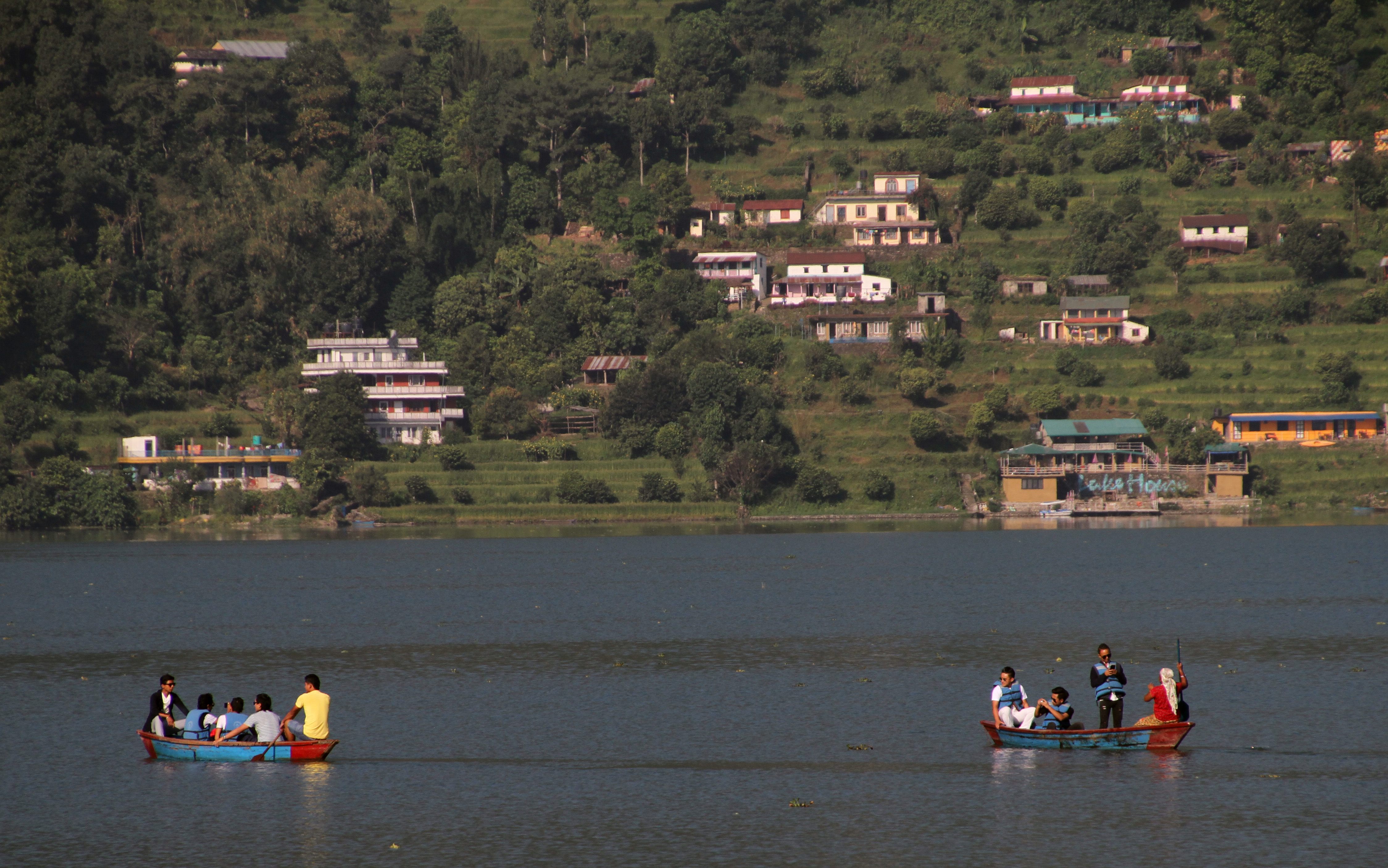
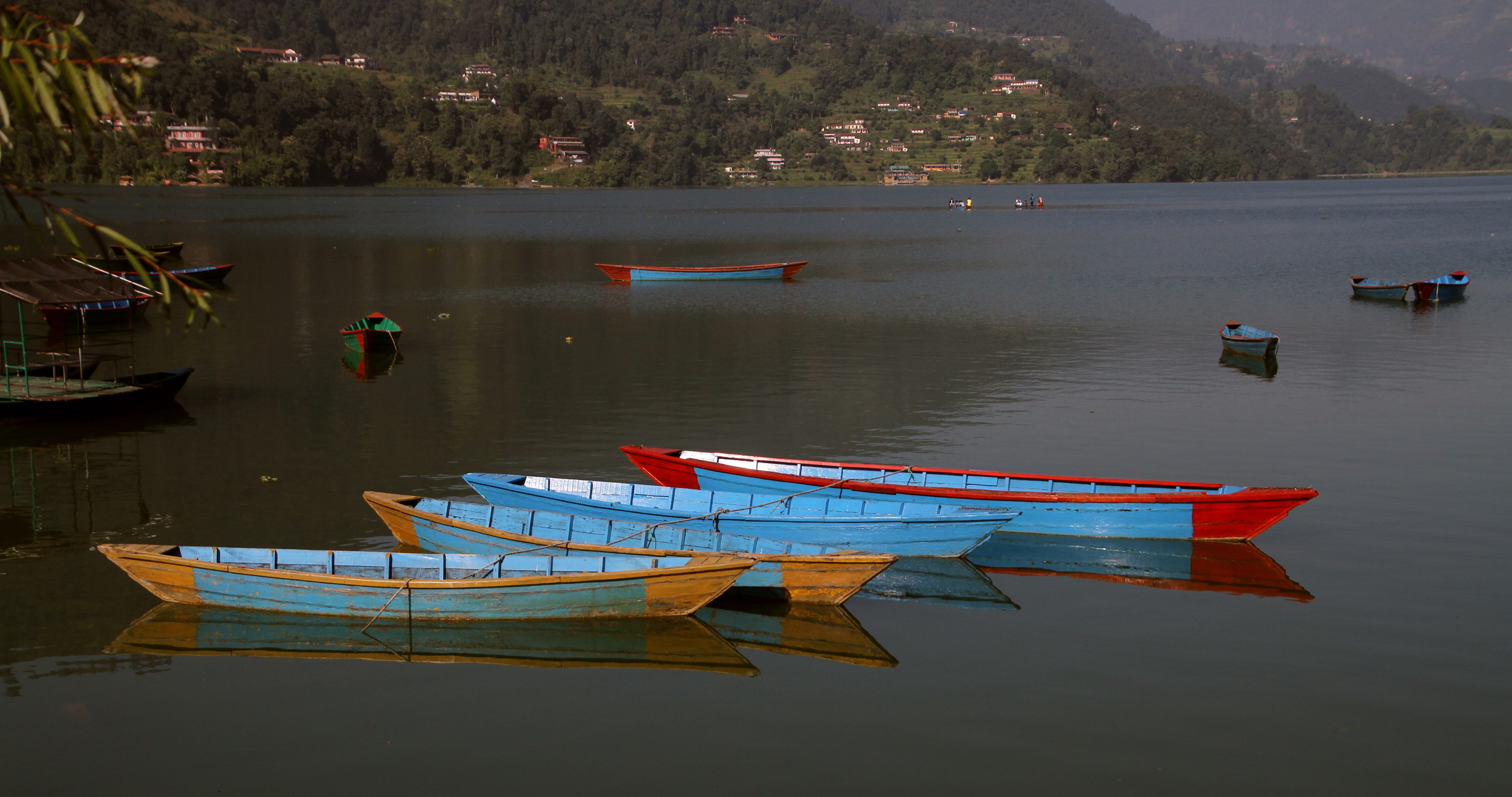
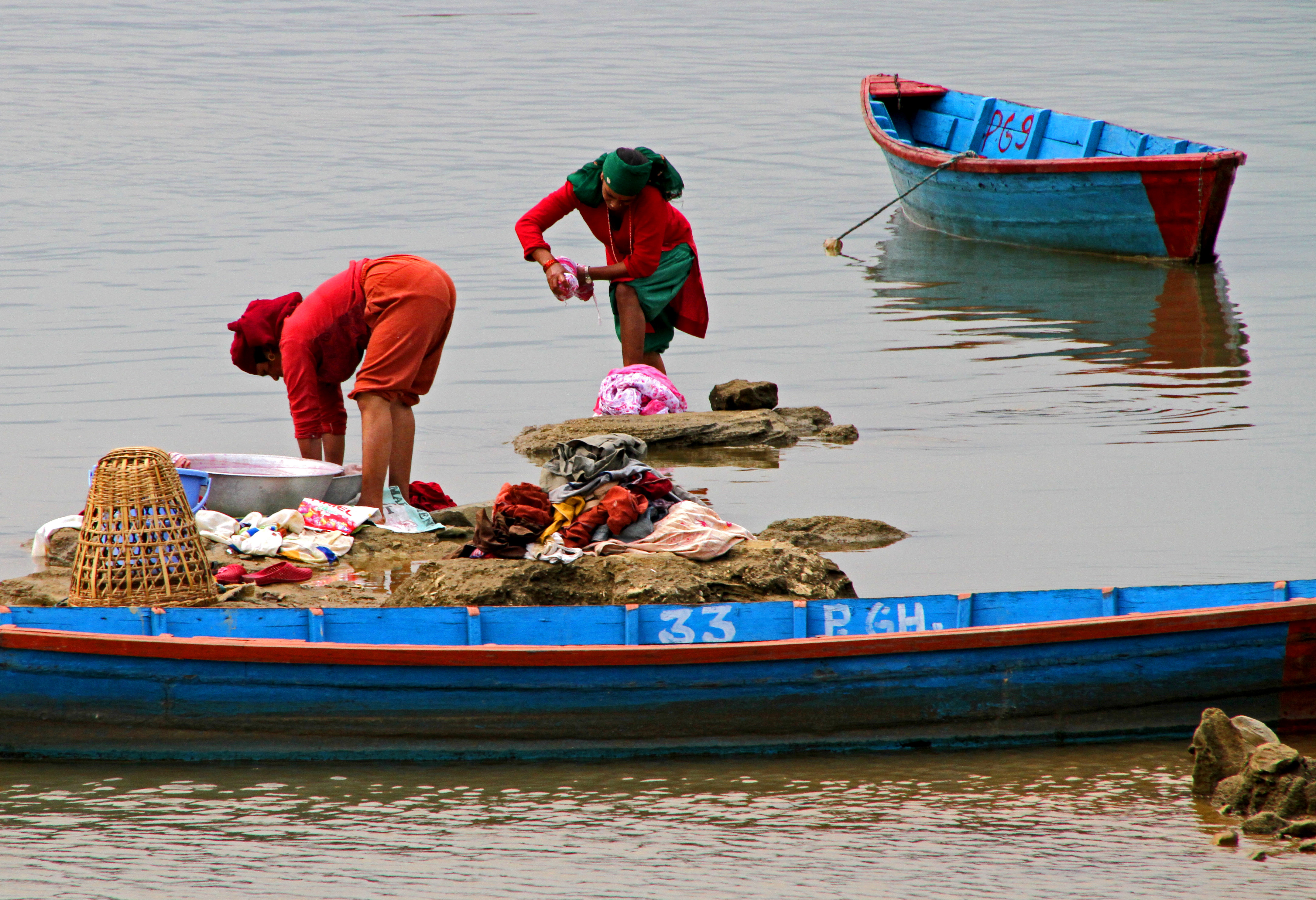
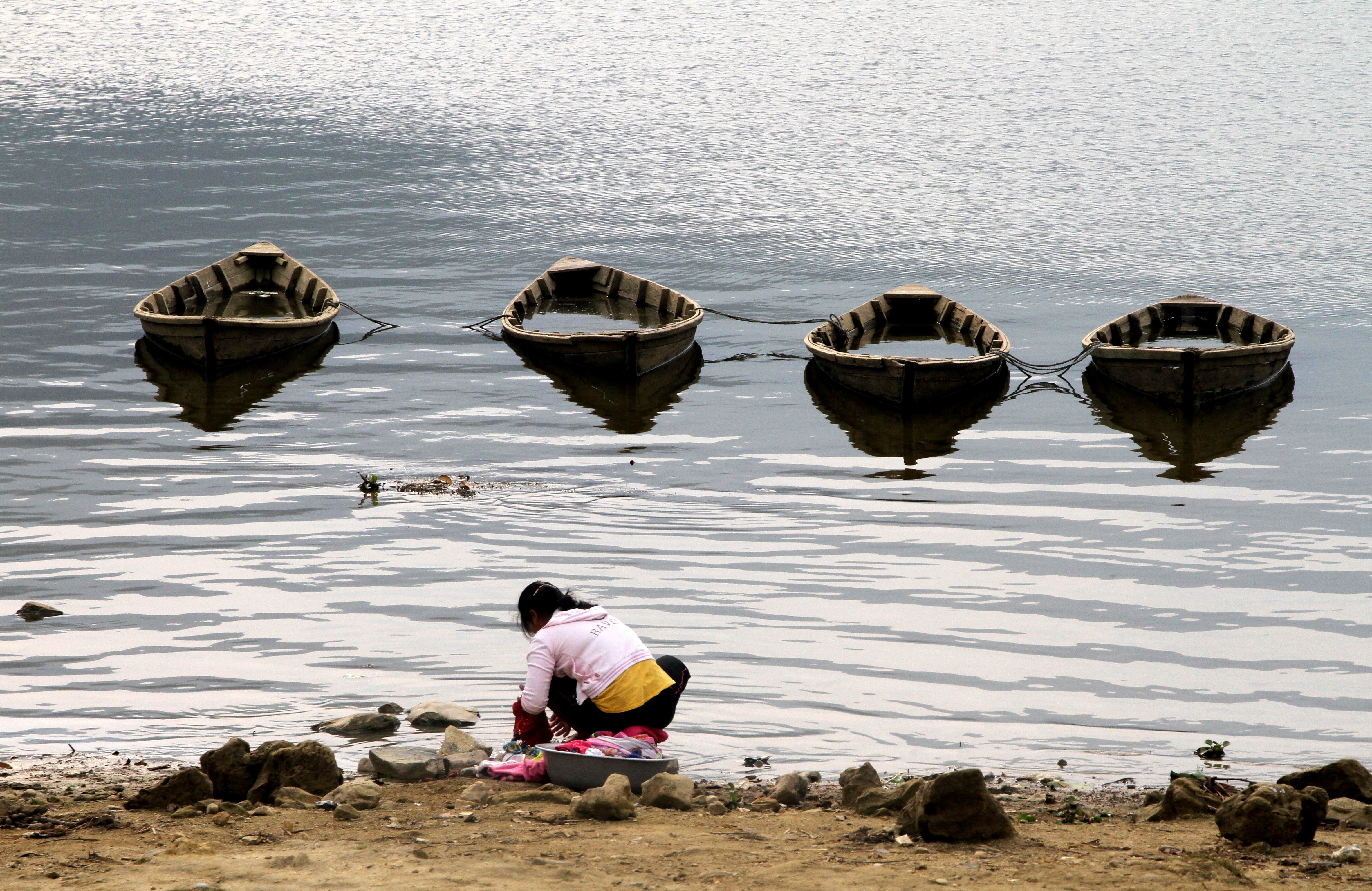
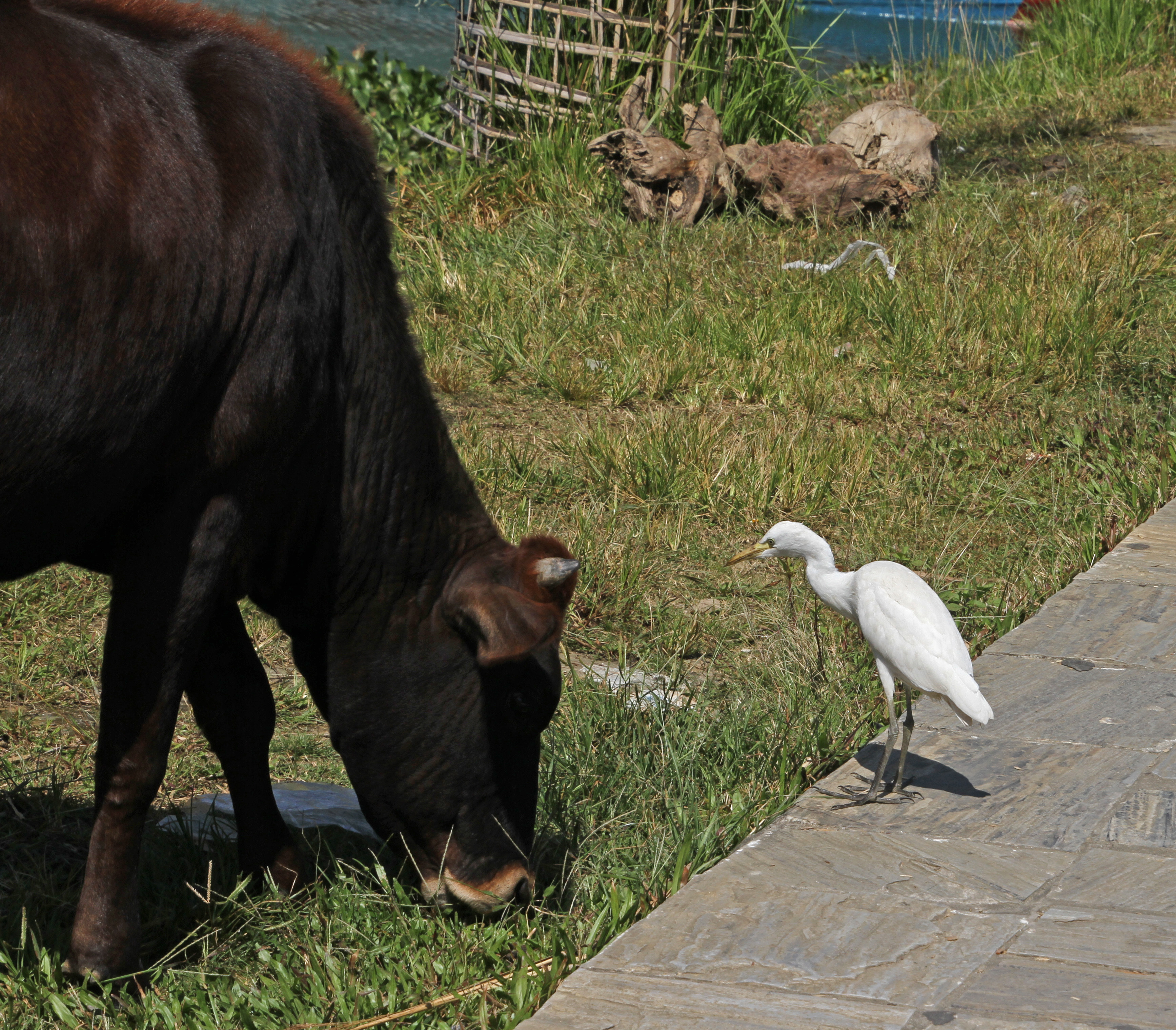

## 같이 보기
- 다울라기리산